# 第176步兵師 (德國國防軍)
德國國防軍陸軍第176步兵師（德語：176. Infanterie-Division）是納粹德國國防軍陸軍的一個步兵師。該師於1944年10月組建。
該師組建後，一直在西線作戰。
該師最後於1945年4月在杜伊斯堡周邊地區投降。

## 註腳
1. ↑  Mitcham（2007年）